# Pléneuf-Val-André
Pléneuf-Val-André (bretonisch Pleneg-Nantraezh) ist eine französische Gemeinde mit 4094 Einwohnern (Stand 1. Januar 2022). Sie liegt in der Region Bretagne und im Département Côtes-d’Armor. Das Bureau centralisateur des Kantons Pléneuf-Val-André befindet sich in Pléneuf-Val-André. Die Bewohner werden Pléneuviens und Pléneuviennes genannt.
Die Gemeinde erhielt 2022 die Auszeichnung „Drei Blumen“, die vom Conseil national des villes et villages fleuris (CNVVF) im Rahmen des jährlichen Wettbewerbs der blumengeschmückten Städte und Dörfer verliehen wird.

## Geografie
Pléneuf-Val-André ist als Badeort bekannt. Die Îlot du Verdelet ist eine Gezeiteninsel vor der Pointe von Piégu in Pléneuf-Val-André. Die Gemeinde liegt circa 18 Kilometer Luftlinie nordwestlich von Saint-Brieuc, dem Sitz der Präfektur des Départements.
Umgeben wird Pléneuf-Val-André von den drei Nachbargemeinden:
| Bucht von Saint-Brieuc (Ärmelkanal) |                                             | Erquy       |
|                                     | Kompassrose, die auf Nachbargemeinden zeigt |             |
| Lamballe-Armor                      |                                             | Saint-Alban |

## Bevölkerungsentwicklung
| Jahr                       | 1962 | 1968 | 1975 | 1982 | 1990 | 1999 | 2009 | 2016 |
| Einwohner                  | 3522 | 3651 | 3654 | 3591 | 3600 | 3682 | 3942 | 4069 |
| Quellen: Cassini und INSEE |      |      |      |      |      |      |      |      |

## Sehenswürdigkeiten
Siehe: Liste der Monuments historiques in Pléneuf-Val-André
- Jungsteinzeitlicher Cairn am Lieu-dit la Ville-Pichard im Norden der Gemeinde, seit 1965 als Monument historique klassifiziert
- Schloss Bienassis aus dem 15. Jahrhundert, Gelände erstreckt sich auch auf die benachbarten Gemeinden Erquy und Saint-Alban, seit 2013 in Teilen als Monument historique klassifiziert
- Villa Les Pommiers, erbaut 1927, Fassaden und Dächer seit 1995 als Monument historique eingeschrieben
- Schloss Nantois aus dem 17. Jahrhundert
- Schloss Charner, erbaut 1857
- Herrenhaus Vauclair aus dem 16. Jahrhundert
- Herrenhaus Bellevue
- Pfarrkirche Saint-Pierre-et-Saint-Paul, errichtet zwischen 1889 und 1897
- Pfarrhaus aus dem 18. Jahrhundert
- Oratorium Notre-Dame de la Garde, errichtet 1864
- Windmühle Le Tertre Oro

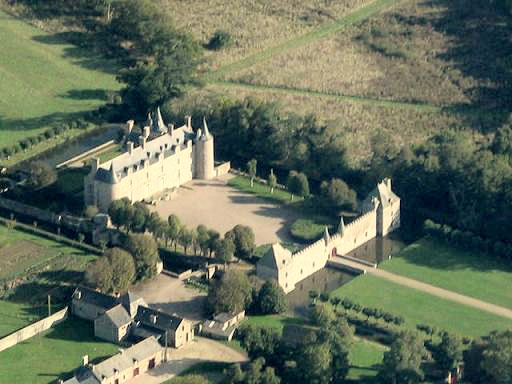
Schloss Bienassis
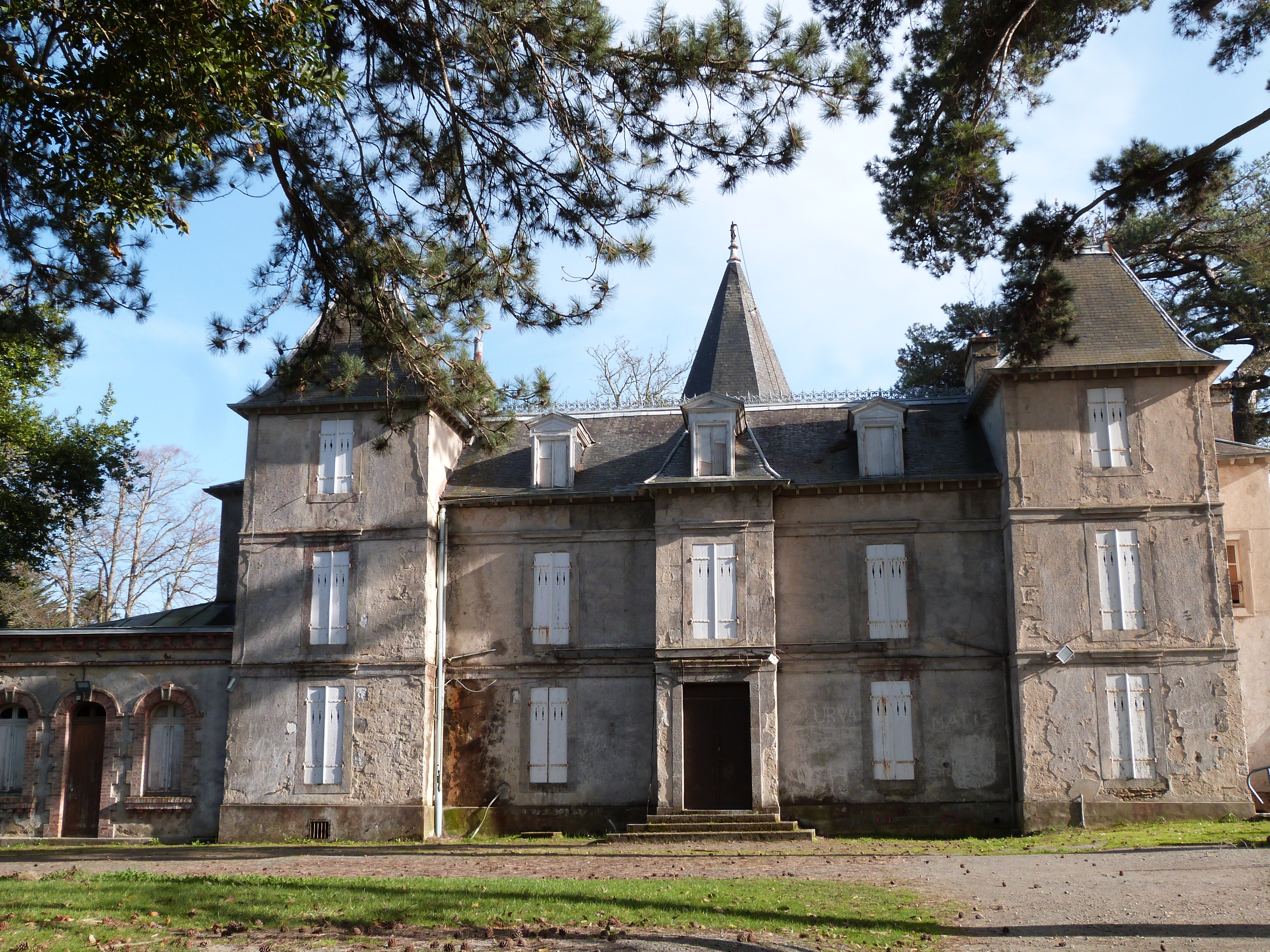
Schloss Charner
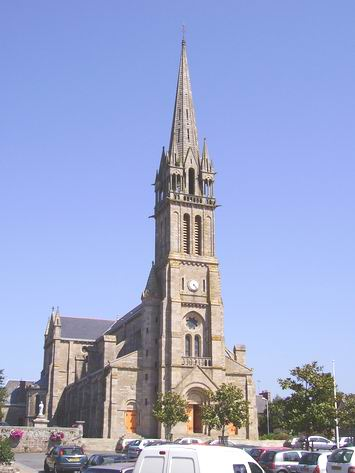
Kirche Saint-Pierre-et-Saint-Paul
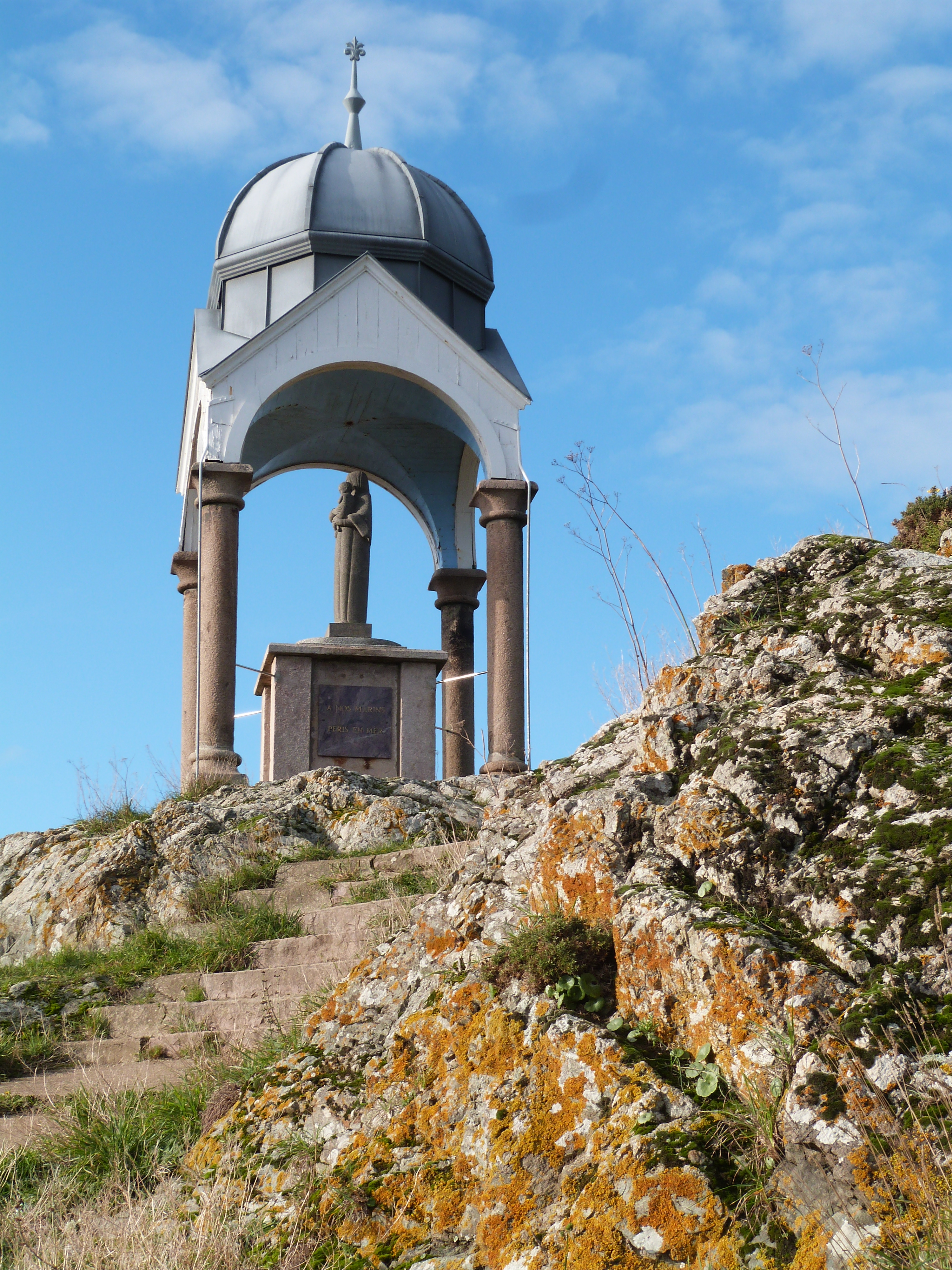
Oratorium Notre-Dame de la Garde

## Persönlichkeiten
- Pierre Dangeard (1895–1970), Botaniker, hatte seinen Altersruhesitz in Pléneuf-Val-André
- Jacques Gergaud (1905–1986), Autorennfahrer, geboren in Pléneuf-Val-André
- Alexandre Le Berre (1925–1975), Fußballspieler, geboren in Pléneuf-Val-André
- Edmond Tranin (1895–20. Jahrhundert), Journalist, Gemeinderat von Pléneuf-Val-André
- Charlotte Valandrey (1968–2022), Schauspielerin und Autorin, wuchs in Pléneuf-Val-André auf; ihr Künstlername ist eine Anspielung auf den Namen der Gemeinde
- Claude Visdelou (1656–1737), Ordensmann, Sinologe und Bischof, geboren in Pléneuf-Val-André